# Comité Paralímpico Macedonio
El Comité Paralímpico Macedonio es el comité paralímpico nacional que representa a Macedonia del Norte. Esta organización es la responsable de las actividades deportivas paralímpicas en el país. Es miembro del Comité Paralímpico Internacional y del Comité Paralímpico Europeo.